# СеАЗ
ВАТ «Серпухівський автомобільний завод» («СеАЗ») — машинобудівне підприємство, розташоване у місті Серпухов Московської області Росії, до 2010 року спеціалізувалось на виробництві і реалізації автомобілів «Ока». Станом на 2011 рік, виробництво комплектних автомобілів призупинено, виробляли тільки запасні частини для автомобілів «Ока».

## Історія
Заснований 7 липня 1939 року як Серпухівський мотоциклетний завод (СМЗ). З 1952 по 1997 рік виробляв мотоколяски для інвалідів: триколісні С-3Л (1952—1958), чотириколісні С-ЗА («моргуновки») (1958—1970) і СЗД (1970—1997), на яких, зазвичай, встановлювали мотоциклетні двигуни виробництва Іжмаш. 
В 1989 році завод передано до складу ПО «АвтоВАЗ» і з 1991 року завод запускає у виробництво малолітражний автомобіль ВАЗ-1111 «Ока».
В 1995 році виробництво автомобіля «Ока» остаточно переводять на «СМЗ». Завод було перейменовано в «Серпухівский Автомобільний Завод» (СеАЗ).

## Власники і керівництво заводу

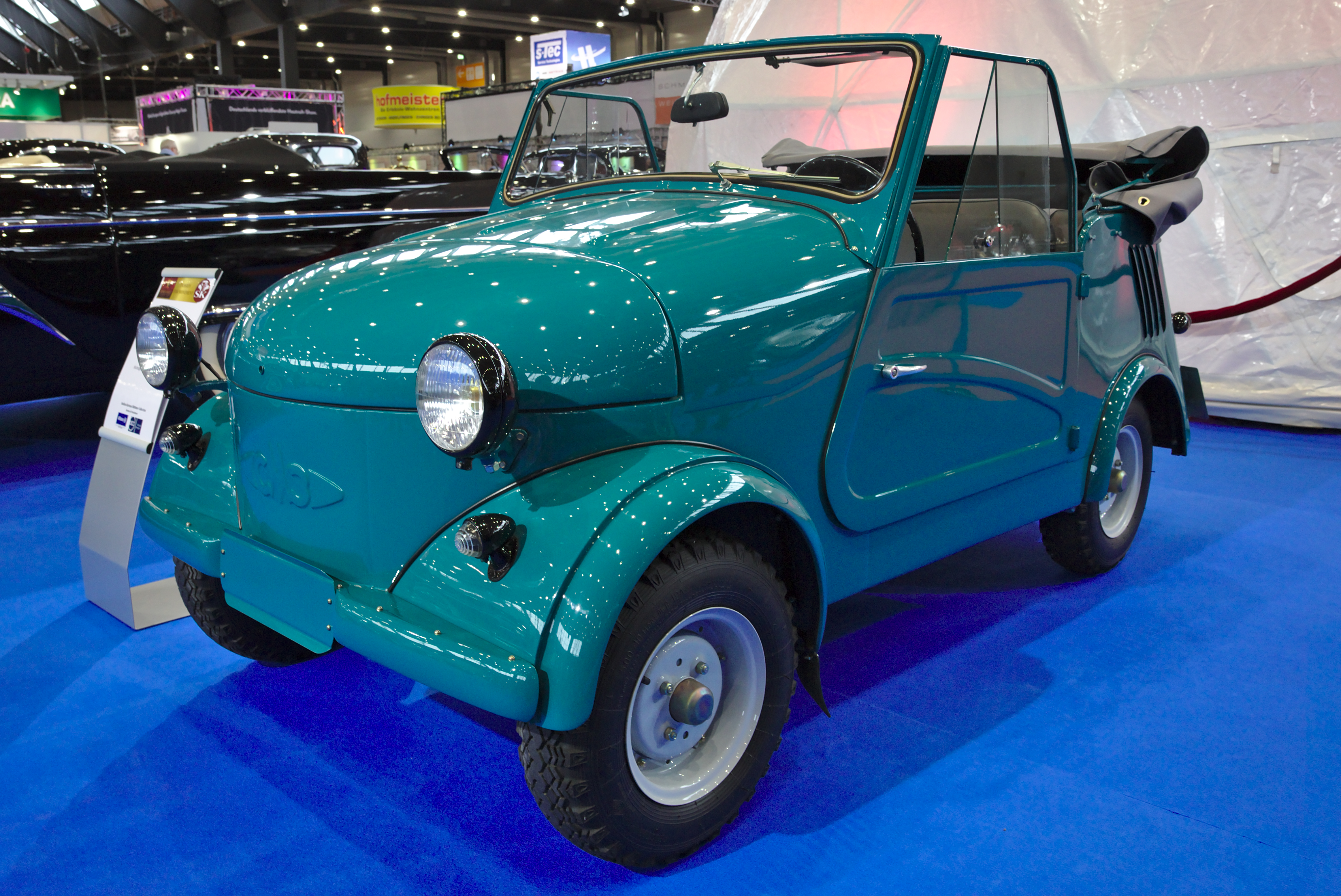
С-ЗА-M (1969)

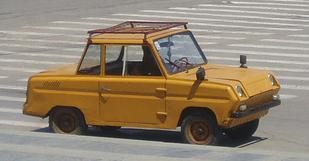
С-3Д

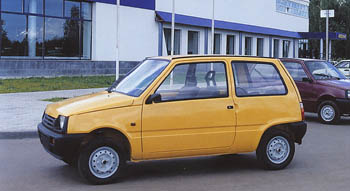
СеАЗ-1111 (Ока)

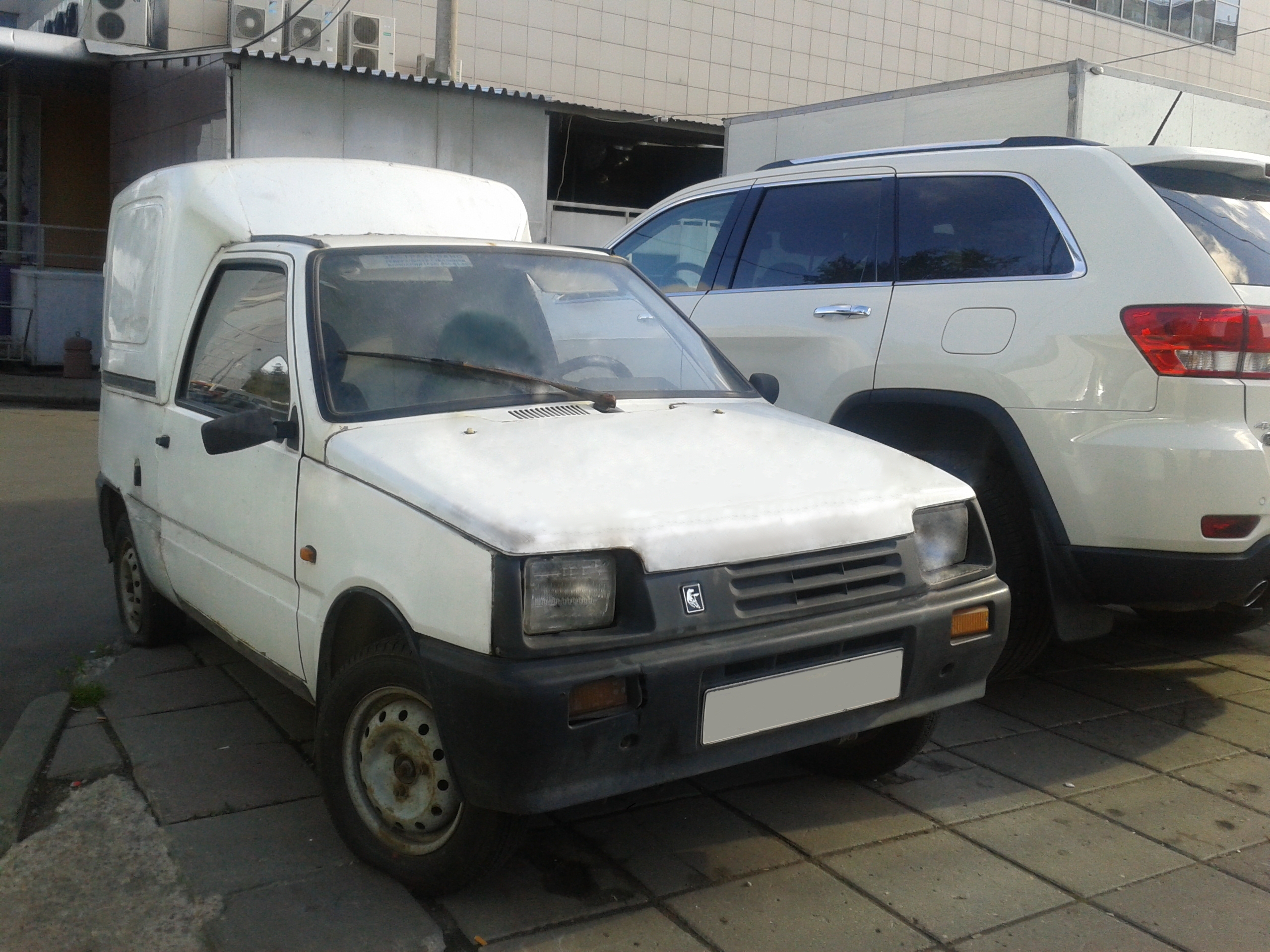
СеАЗ-11116-50 фургон.

Завод входить до промислової групи «Автоком» з 2005 року, яка є власником і управляє заводом. ТОВ ТД «АвтоКом-Моторс» є єдиним дистриб’ютером з продажу вироблених на заводі автомобілів.

## Діяльність
Виробничі потужності заводу дозволяють виробляти до 25 тисяч автомобілів на рік. За даними "АСМ-Холдинг" максимальні обсяги виробництва СеАЗ (20 тис. автомобілів) було досягнуто в 2003 році.
В 2006 році завод розпочав виробництво модернізованого малолітражного автомобіля СЕАЗ-11116. Основна відмінність від автомобіля ВАЗ-11113 — це більш потужний трициліндровий двигун, який задовольняє екологічні вимоги на рівні Євро-2, та п’ятиступінчаста КПП. Однак, через значне зростання ціни з $3500 до $5300 попит на дану версію "Оки" впав, виробництво скоротилось нижче рівня рентабельності, а заключним акордом в діяльності підприємства стала фінансова криза 2008 року.
В листопаді 2008 року конвеєр із збирання "Оки" було зупинено, але основні виробництва, що складають технологічну ланку, включаючи гальванічне виробництво, залишались законсервованими до 2010 року.